# 紀元前308年
紀元前308年（きげんぜん308ねん）は、ローマ暦の年である。
当時は、「プブリウス・デキウス・ムスとクィントゥス・ファビウス・マクシムス・ルッリアヌスが共和政ローマ執政官に就任した年」として知られていた（もしくは、それほど使われてはいないが、ローマ建国紀元446年）。紀年法として西暦（キリスト紀元）がヨーロッパで広く普及した中世時代初期以降、この年は紀元前308年と表記されるのが一般的となった。

## 他の紀年法
- 干支 : 癸丑
- 日本
  - 皇紀353年
  - 孝安天皇85年
- 中国
  - 周 - 赧王7年
  - 秦 - 武王3年
  - 楚 - 懐王21年
  - 斉 - 宣王12年
  - 燕 - 昭王4年
  - 趙 - 武霊王18年
  - 魏 - 襄王11年
  - 韓 - 襄王4年
- 朝鮮
  - 檀紀2026年
- ベトナム :
- 仏滅紀元 : 237年
- ユダヤ暦 :

## できごと

### ギリシア
- プトレマイオス1世が小アジアからギリシアへ渡り、コリントス、シキュオン、メガラを占領した。

### 共和政ローマ
- アペニン山脈中部の部族がローマに敵対し、第2次サムニウム戦争が激化したが、ローマは反乱を抑えることができた。
- エトルリア人がローマとの和平を訴え、厳しい条件でローマに受け入れられた。

### 中国
- 秦と魏が応で会合した。
- 秦の武王が甘茂に命じて魏と息壌で盟約させ、韓に侵攻させた。甘茂と長封が軍を率いて宜陽を攻撃した。

## 死去
- マケドニアのクレオパトラ - アレクサンドロス3世の姉妹でピリッポス2世とオリュンピアスの娘（紀元前356年生）